# La gitana dormida
La gitana dormida (título original: La bohémienne endormie) es un óleo sobre lienzo pintado en 1897 por el artista naíf francés Henri Rousseau. El propio artista lo describe como sigue:
Una negra errante, una bandolinista, yace, en un sueño profundo, vencida por el cansancio, con su jarrón al lado. Un león que pasa por allí, capta su olor pero no la devora. Hay un efecto de la luz de luna, muy poético.

## Historia
El cuadro fue pintado en 1897. Rousseau exhibió el cuadro por primera vez en el XIII Salon des Indépendants e intentó sin éxito venderlo al alcalde de su ciudad natal, Laval. En lugar de eso, pasó a formar parte de la colección privada de un comerciante de carbón de París, donde permaneció hasta 1924, cuando fue descubierto por el crítico de arte Louis Vauxcelles. El marchante de arte Daniel-Henry Kahnweiler, basado en París, compró el cuadro en 1924, aunque surgió una controversia sobre su autenticidad. En 1939 fue adquirido por Simon Guggenheim quien lo donó al Museo de Arte Moderno de Nueva York (MoMA).

## Análisis
El título de la obra, La bohémienne endormie, hace referencia a los gitanos: en Francia se los llama bohémiens. En el cuadro se ve a una mujer gitana durmiendo tumbada y tranquila en el suelo mientras un león husmea a su alrededor. El paisaje es árido y sin vegetación; destaca la luna llena en una noche clara. La mujer sostiene al parecer un cayado y a su lado yacen un jarrón (de agua para beber, al parecer) y un instrumento de cuerda.
En una publicación del MoMA —MoMA Highlights: 375 Works from The Museum of Modern Art, New York (2019)— se menciona lo siguiente sobre la obra: «Con sus planos de color puro, formas geométricas simples, atmósfera onírica y tema exótico, La gitana dormida evoca a la vez un deseo por un pasado preindustrial y afirma su estatus como un nuevo tipo de arte moderno; los detalles del ojo desconcertante del león y los dientes en forma de cremallera de la figura evidencian la singular imaginación pictórica del artista».